# Seilbahn Schnifisberg

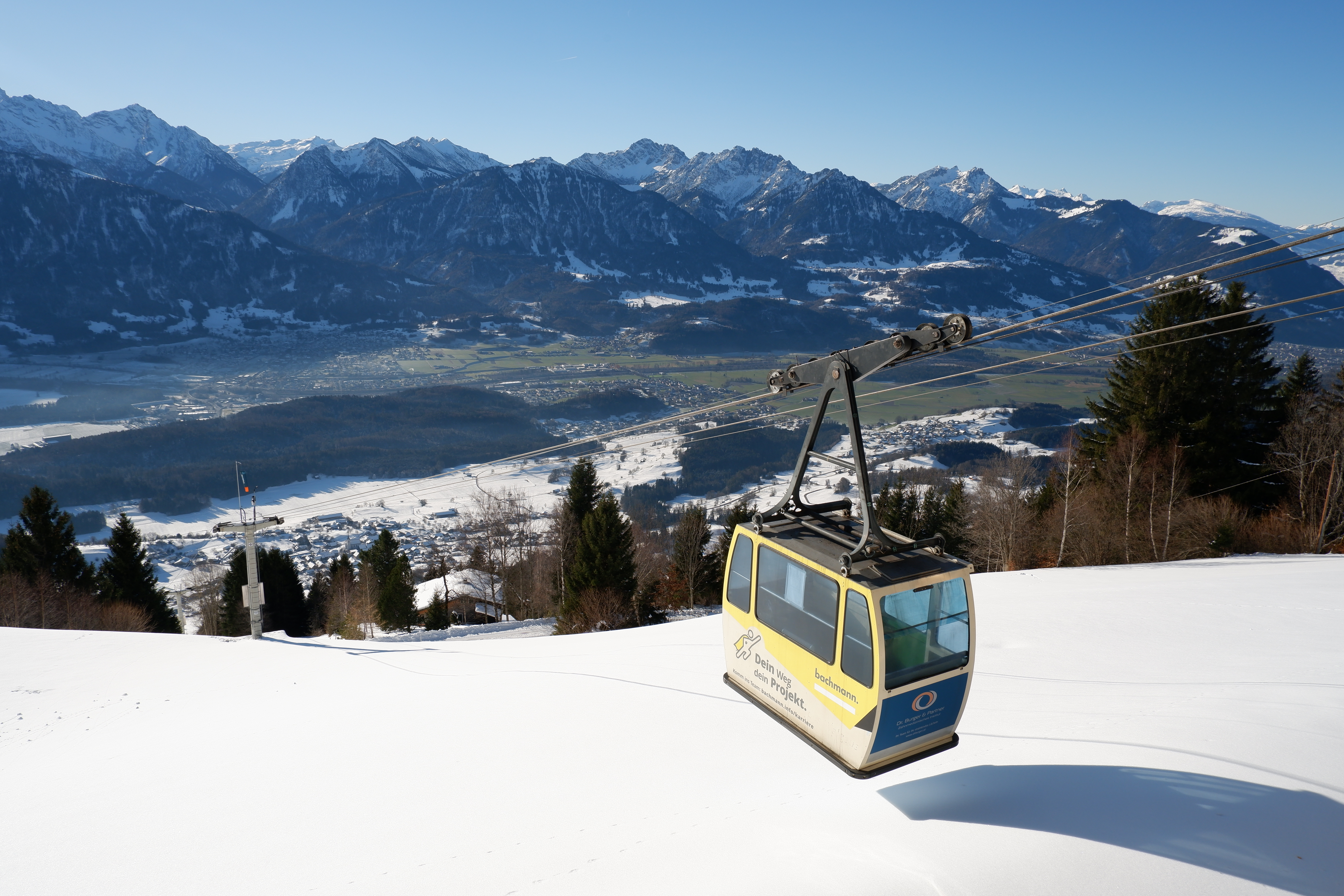
Schnifisbergbahn (2024)

Die Seilbahn Schnifis-Schnifisberg, auch bekannt als Schnifisberg-Bahn oder „Schnüfner Bähnle“, verbindet seit 1961 die Gemeinde Schnifis im österreichischen Bundesland Vorarlberg mit dem höher gelegenen Gebiet des Schnifisbergs. Die Pendelbahn überwindet dabei eine Strecke von 1.730 Metern und einen Höhenunterschied von 654 Metern, wobei die Talstation auf 674 Metern und die Bergstation auf 1328 Metern liegt.

## Technische Daten
Die Bahn wurde von den Dolomitenwerke Lienz hergestellt. Die Trassierung führt über 6 Betonstützen. In ungefährer Streckenmitte ist an einer der Stützen ein Zwischenzustieg möglich. Die modernisierten Kabinen von CWA fassen je 5 Personen, was bei einer Fahrzeit von ca. 5 min. eine Förderleistung von 30 Personen pro Stunde ergibt. Der Antrieb von Steurer sowie die Steuerung von Doppelmayr ist in der Bergstation untergebracht, die Abspannung des Tragseils erfolgt in der Talstation.

## Geschichte
Um die steilen, aber sonnigen Hänge des Schnifnerbergs besser bewirtschaften zu können und den Transport ins Tal zu erleichtern, wurde schon in den frühen 1950er Jahren der Bau einer Seilbahn vorgeschlagen. Sie solle den Bauern zudem eine wintersichere Verbindung nach Schnifis ermöglichen. 1953 einigte man sich über die Finanzierung des Projekts: das Land Vorarlberg steuerte 40 % der Gesamtkosten bei, Gemeinde, Bauern und lokale Genossenschaften 60 %. Am 3. April 1961 nahm die Schnifisbergbahn schließlich ihren Betrieb auf.
Die Verbindung verlor jedoch zunehmend an Bedeutung, als mit einem Güterweg der Schnifnerberg erschlossen wurde. Der aufkommende Paragleitersport verhalf der Bahn zu Einnahmen, jedoch Stand in den frühen 2000er Jahren aufgrund von Schulden die Schließung im Raum. In der Gemeinde Schnifis wurde eine finanzielle Rettungsaktion organisiert, außerdem gründete sich zu dieser Zeit ein Unterstützungsverein.
Im Jahr 2007 wurde Antrieb und Steuerung der Bahn modernisiert, und an der Bergstation wurde das "Henslerstüble" mit einem modernen Zubau ergänzt. 2022 traten irreparable Schäden an den Tragseilen auf, wodurch der Fortbestand der Bahn erneut in Frage stand. In nur 6 Monaten konnte der Ersatz der Tragseile gänzlich durch Spenden und öffentlicher Unterstützungsmittel finanziert und umgesetzt werden.